# Шишково-Дуброво
Шишково-Дуброво (рос. Шишково-Дуброво) — присілок в Бежецькому районі Тверської області Російської Федерації.
Населення становить 89 осіб. Входить до складу муніципального утворення Шишковське сільське поселення.

## Історія
Від 2005 року входить до складу муніципального утворення Шишковське сільське поселення.

## Населення
| 1859 | 1887 | 1989 | 2010 |
| ---- | ---- | ---- | ---- |
| 187  | ↘140 | ↗236 | ↘89  |